# Ковнеристый, Юлий Константинович
Юлий Константинович Ковнери́стый (1937—2007) — российский и советский учёный-физикохимик, специалист в области конструкционных материалов; академик Российской академии наук (2003; член-корреспондент с 1997).

## Биография
Родился 13 декабря 1937 года в Харькове; отец — инженер, мать — врач-пульмонолог.
В 1960 году окончил МВТУ, в 1963 — аспирантуру в этом же вузе. В 1964—1966 годах преподавал в Московском технологическом институте, в 1966—2007 годах (до своей смерти) — в Институте металлургии им А. А. Байкова Академии наук СССР и РАН. Одновременно с начала 1980-х годов преподавал в МВТУ (с 1985 года — профессор кафедры конструкционных материалов) с 2003 года — на факультете наук о материалах Московского университета.
Занимался общественной деятельностью — был членом Экологического консультативного совета при мэре Москвы (1998), членом Международного общества конструкционных материалов (SAMPE), членом редколлегии пяти научных журналов. Ю. К. Ковнеристый — лауреат премии имени П. П. Аносова (2005 год, за монографию «Объёмно-амортизирующиеся металлические сплавы»).
Жил в Москве на улице Академика Волгина, 31, корп. 3 и улице Академика Анохина, 38, корп. 1. Умер 17 мая 2007 года в Москве. Похоронен на Троекуровском кладбище. В целях увековечения памяти выдающегося ученого-металловеда на могиле учёного установлено надгробие, а в Институте металлургии и материаловедения им. А. А. Байкова — мемориальная доска.